# Marjolein Faber
Marjolein Hillegonda Monica Faber-van de Klashorst (Amersfoort, 16 juni 1960) is een Nederlandse politica voor de Partij voor de Vrijheid (PVV). Van 2 juli 2024 tot 3 juni 2025 was zij minister van Asiel en Migratie. Eerder was Faber van lid van de Provinciale Staten van Gelderland, de Eerste Kamer en de Tweede Kamer.

## Jonge jaren, loopbaan en gezin
Faber is geboren in Amersfoort en groeide op in een slagersfamilie in de tweede generatie. Ze interesseerde zich naar eigen zeggen als tiener al voor politiek. Ze volgde de inserviceopleidingen radiodiagnostiek en nucleaire geneeskunde-in-vivo in Utrecht waarna ze vanaf 1981 als radiodiagnostisch en nucleair laborante ging werken bij het Amersfoortse ziekenhuis De Lichtenberg. Vanaf 1986 vervulde ze verschillende functies in de automatiseringsbranche. In 2000 ging ze werken bij de financiële dienstverlener Stater, waar ze onder meer teamleider was bij functioneel beheer. Faber ging de politiek in na de opvoeding van haar kinderen.

## Volksvertegenwoordiging

### Eerste periode (2011-2015)
In 2009 meldde ze zich aan bij de PVV en solliciteerde voor de Tweede Kamerverkiezingen van 2010. Ze stond 32e op de kandidatenlijst en werd niet verkozen. Bij de Provinciale Statenverkiezingen 2011 was ze lijsttrekker in Gelderland en trad toe tot de Provinciale Staten als fractievoorzitter.
Twee maanden later werd ze in de Eerste Kamerverkiezingen 2011 ook gekozen als lid van de Eerste Kamer. Faber werd op 10 juni 2014 gekozen als voorzitter van de PVV-fractie in de Eerste Kamer, als opvolger van Marcel de Graaff.
In 2013 presenteerden Faber en het rapport "De Islamiseringskaart van Gelderland", waarin de provinciale PVV-fractie bijhield hoeveel islamitische instanties er zijn. Ze liet ook onderzoek doen naar de islam in de samenleving, de rol van moskeeën en de vraag waar jihadisten vandaan komen.
In Gelderland deed Faber in 2011 onderzoek naar het declaratiegedrag van gedeputeerde Co Verdaas dat bij Provinciale Staten geen gevolgen had, maar een jaar later er toe voerde dat hij als staatssecretaris in het kabinet-Rutte II aftrad. De Gelderse Provinciale Staten namen in 2023 een motie van Faber aan om in het restaurant van het Provinciehuis elke dag vlees op de menukaart te hebben staan. Faber had zich eraan geërgerd dat dit woensdags niet altijd het geval was.

### Tweede periode (2015-2019)

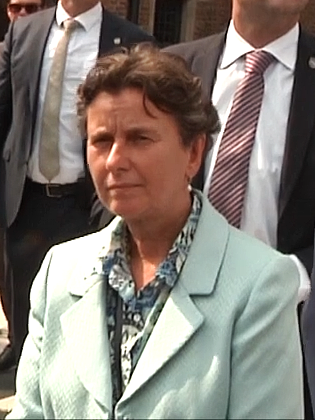
Marjolein Faber in 2017

Bij de Eerste Kamerverkiezingen 2015 was Faber lijsttrekker. Volgens Wilders in 2015 was ze een droomkandidaat die knokt voor de mensen, voor minder islam, lagere belastingen en meer zorg. Vlak daarvoor raakte ze in opspraak omdat zij het onderhoud van de PVV-partijwebsite had uitbesteed aan het IT-bedrijf waarvan haar zoon mede-eigenaar was. Daar bleek een bedrag van ruim 8000 euro aan fractiegeld (bedoeld om de fractie mee te ondersteunen) mee te zijn gemoeid. Ze gaf aan het bedrag zelf terug te betalen. Vanwege de ophef brachten slechts een aantal PVV-Statenleden hun voorkeursstem uit op Faber.
Een geplande kookavond in een woonzorgcentrum voor Nijmegenaren met enkele asielzoekers die op dat moment in de opvang op Heumensoord verbleven, moest in 2015 worden afgelast nadat een online campagne van Faber aanleiding gaf tot dreigementen en beledigingen. Vanwege deze en soortgelijke uitingen deed een Hoevelakenaar aangifte wegens haatzaaien en discriminatie. Faber werd niet vervolgd.
Faber protesteerde in 2017 met Wilders, Gidi Markuszower en enkele anderen voor het stadhuis van Arnhem tegen de benoeming van de in Marokko geboren Ahmed Marcouch als burgemeester onder het motto: "Geen Arnhemmistan! We raken ons land kwijt!". In het narratief van Wilders betekende dit dat Marcouch van Arnhem een islamitische stad zou willen maken en dat deze terugveroverd moest worden.

### Derde periode (2019-2023)
Bij de Eerste Kamerverkiezingen 2019 was Faber opnieuw lijsttrekker.
In september 2019 kwam Faber in opspraak, nadat ze in een bericht op de sociale media schreef dat de dader van een steekpartij 'volgens betrouwbare bron' een Noord-Afrikaans uiterlijk en kennelijk een hekel aan bier had, maar de media dat bewust niet zouden willen melden. Twee van de drie slachtoffers zeiden echter dat de dader een 'blanke' man was geweest en betichtten Faber van stemmingmakerij. De senator werd naar aanleiding van haar tweet in commentaren en de media onder meer beschuldigd van haatzaaien en het verspreiden van nepnieuws. Ze hield echter vast aan haar tekst: "Mijn tweet klopt". Het Openbaar Ministerie trad naar buiten om de uitspraken van Faber te corrigeren, wat zeer uitzonderlijk is. Vervolgens liet Faber weten dat het onhandig was geweest de kwaliteit van haar bron niet te hebben meegewogen bij publicatie van haar bericht. Pas vijf jaar later, bij de hoorzitting met Tweede Kamerleden in verband met haar kandidatuur voor minister van Asiel en Migratie, nam ze haar woorden terug, maar bood ze geen excuses aan: "Mijn tweet klopt niet".
Tijdens de algemene beschouwingen van 2020 verklaarde Faber dat er "een agenda uitgerold" wordt van "omvolking". In de hoorzitting bij haar aantreden als minister in 2024 nam ze "volledig afstand" van de nazistische connotatie van de term, en stelde ze dat de term "onjuist en ongewenst" was. Faber bleef echter spreken over "zorgelijke demografische ontwikkelingen".
In 2022 werd Faber in de Eerste Kamer door de voorzitter het woord ontnomen en voor de rest van het debat geschorst, nadat ze tijdens de algemene beschouwingen interpelleerde en vroeg: "zit de vijfde colonne dan niet eigenlijk achter de regeringstafel?".

### Tweede Kamer
Bij de Tweede Kamerverkiezingen 2023 stond ze op de verkiesbare zevende plek op de kandidatenlijst van de PVV. Op 6 december 2023 werd ze geïnstalleerd als lid van de Tweede Kamer, waarmee haar lidmaatschap van de Eerste Kamer ten einde kwam. Op 20 december 2023 nam ze afscheid van de Gelderse Staten.

## Ministerschap
Op 2 juli 2024 werd Faber minister van Asiel en Migratie in het kabinet-Schoof. Dit ministerie werd bij het aantreden van dat kabinet opgericht, daarvoor viel dit beleidsgebied onder het ministerie van Justitie en Veiligheid.
Een van de doelstellingen van het kabinet-Schoof, zoals beschreven in het hoofdlijnenakkoord, is het invoeren van een tijdelijke asielcrisiswet. Hierdoor zou Faber hardere maatregelen kunnen inzetten om de asielinstroom te kunnen beperken, door bijvoorbeeld de grenscontroles te verscherpen.
Op 21 augustus 2024 verklaarde Faber aan de pers "Nederland heeft een asielcrisis, alles zit bomvol". Dezelfde dag nog nam ze haar woorden terug en zei dat er wettelijk gezien nog geen sprake was van een 'asielcrisis', maar dat de maatschappij dat wel zo ervaart.
In maart 2025 weigerde Faber haar handtekening te zetten onder de voordracht voor een koninklijke onderscheiding van vijf mensen die zich hebben ingezet voor asielzoekers en vluchtelingen. Op 1 april 2025 liet Faber tijdens het mondelinge vragenuur in de Tweede Kamer weten hiermee het signaal af te willen geven dat Nederland te maken heeft met een asielcrisis. Ze nam daarom geen afstand van haar besluit en bood ook geen excuses aan. Naar aanleiding van haar standpunt werd er op 2 april gedebatteerd over de eenheid van kabinetsbeleid. Meerdere oppositiepartijen zegden hier het vertrouwen in de minister op. Faber overleefde de motie van wantrouwen wel.
Op 3 juni 2025 trad Faber af als minister, als gevolg van een coalitiecrisis omtrent asielmaatregelen en de daarop volgende val van het kabinet. Minister van Justitie en Veiligheid David van Weel nam haar taken voorlopig over als waarnemend minister van Asiel en Migratie.

## Verkiezingsuitslagen
| Jaar | Lichaam      | Partij | Partij                  | Pos.  | Stemmen | Resultaat    | Resultaat    | Ref.   |
| Jaar | Lichaam      | Partij | Partij                  | Pos.  | Stemmen | Partijzetels | Individueel  | Ref.   |
| ---- | ------------ | ------ | ----------------------- | ----- | ------- | ------------ | ------------ | ------ |
| 2010 | Tweede Kamer |        | Partij voor de Vrijheid | 32    | 327     | 24           | niet gekozen | [ 30 ] |
| 2011 | Eerste Kamer | 8      | Partij voor de Vrijheid |       |         | gekozen      |              |        |
| 2015 | Eerste Kamer | 1      | Partij voor de Vrijheid |       | 9       | gekozen      | [ 31 ]       |        |
| 2019 | Eerste Kamer | 1      | Partij voor de Vrijheid |       | 5       | gekozen      | [ 32 ]       |        |
| 2021 | Tweede Kamer | 18     | Partij voor de Vrijheid | 1,057 | 17      | niet gekozen | [ 33 ]       |        |
| 2023 | Eerste Kamer | 1      | Partij voor de Vrijheid |       |         | gekozen      |              |        |
| 2023 | Tweede Kamer | 7      | Partij voor de Vrijheid | 4,390 | 37      | gekozen      | [ 34 ]       |        |

## Persoonlijk
Faber is getrouwd en heeft twee zoons.

## Verder lezen
- Geen overleg, vluchtend in oneliners: minister Faber vaart stoïcijns haar eigen koers - NRC